# Perché la rete ci rende intelligenti
Perché la rete ci rende intelligenti (Net Smart: How to Thrive Online) è un saggio scritto da Howard Rheingold nel 2012.

## I cinque alfabeti del web
Tradotto nel 2013 per i tipi della Raffaello Cortina Editore, il testo si propone come una guida, un manuale di educazione alla cybercultura. All’interno del libro, l’autore mette in luce diverse problematiche concernenti il web, e invita a migliorarla tramite cinque competenze fondamentali, i cosiddetti “cinque alfabeti”, che sono: 
1. attenzione;
2. rilevazione delle bufale (crap detection);
3. partecipazione;
4. collaborazione;
5. intelligenza a misura di rete (network smart).

## L'attenzione
Il primo capitolo riguarda il primo degli alfabeti, quello che l’autore definisce come: “l’accessorio tecnologico più importante”: l’attenzione. Essa deve essere allenata: si può cominciare lavorando sul respiro, per poi adottare nuovi tipi di comportamento e ripeterli finché prestare attenzione non sia diventato abituale. Inoltre, il multitasking rende più difficile svolgere efficacemente ogni singolo compito: esso non è un lavorare in parallelo a diverse cose, ma un passaggio rapido da un’attività all’altra. Tale passaggio ha un costo, proprio in termini di stress ed energia mentale. In un contesto come il Web, caratterizzato da informazione abbondante e non sicura, la competizione per l’attenzione è altissima;  diventa perciò fondamentale chiedersi, di continuo, se l’attività cui ci si sta dedicando è utile o meno ai propri fini.

## La rilevazione delle bufale (crap detection)
Nel secondo capitolo, l’autore illustra come utilizzare l’attenzione per evitare di cadere nella fittissima rete delle bufale. Egli consiglia, innanzitutto, di assumere a priori un atteggiamento scettico: “Non si tratta di non credere; rifiutatevi piuttosto di cominciare a credere in qualcosa. Continuate nelle vostre ricerche anche dopo aver trovato una risposta. Indagate su quella risposta anziché accontentarvi di una verifica superficiale”. Una pratica comunemente ritenuta efficace è, secondo l’autore, la cosiddetta “triangolazione”: la ricerca di tre fonti diverse che affermino la medesima cosa.

## La partecipazione
Nel terzo capitolo, Rheingold sposta l’interesse dagli aspetti individuali a quelli collettivi e analizza il cosiddetto “alfabeto della partecipazione”: quest’ultima può avere inizio con attività banali, come un tag o un like, fino a passare a qualcosa di più impegnativo, come la creazione di un blog o l’organizzazione di una comunità. 

## La collaborazione
Gli esseri umani possono definirsi tali in virtù della loro capacità di comunicazione ai fini dell’azione collettiva; i social media possono amplificare questa peculiarità. Mentre per la coordinazione o per la cooperazione si richiedono azioni meno impegnative, la collaborazione necessita la condivisione degli obiettivi, e con essa la capacità di comunicare o negoziare. A tal proposito, nel quarto capitolo l’autore sostiene: “gestire una comunità virtuale è come dare una festa. Non basta noleggiare un locale e comprare della birra per avere la garanzia che il party riesca bene. Occorre invitare un mix di persone interessanti, accoglierle sulla porta, fare le presentazioni, dare avvio alle conversazioni, prevenire i potenziali dissidi e incoraggiare gli invitati a lasciarsi andare e divertirsi gli uni con gli altri”.

## L'intelligenza a misura di rete (network smart)
All'interno del quinto capitolo, Rheingold afferma che le reti hanno determinate strutture, le quali influenzano il comportamento degli individui e delle comunità. La teoria della “rete a piccolo mondo”, che illustra come ogni individuo risulta essere collegato ad un altro, viene applicata alla creazione di reti sociali online. In un mondo interconnesso, è importante essere dotati sia di legami deboli sia di legami forti; i social media possono favorire un gran numero di legami deboli, ma soltanto un numero limitato di quelli forti. Le reti di persone che hanno stabilito fra loro una certa fiducia e le norme che favoriscono la collaborazione danno vita al capitale sociale, in merito al quale l’autore afferma: “considero il capitale sociale sia come una provvista individuale di risorse che possono derivare da relazioni prolungate nel tempo, sia come la capacità di un’intera popolazione di compiere azioni collettive”. Il sesto e ultimo capitolo tratta tematiche quali la privacy, le dispute riguardo all’utilizzo del copyright e alla cultura del remix, accompagnate da alcuni consigli per i genitori alle prese col web.